# Aqua Wing Arena
Aqua Wing Arena – kryta pływalnia w Nagano, w Japonii. Może pomieścić 6000 widzów. Obiekt został wybudowany w latach 1995–1997 w miejscu dawnego otwartego basenu z myślą o Zimowych Igrzyskach Olimpijskich 1998, podczas których na arenie rozegrano część spotkań rozgrywek hokeja na lodzie. Po igrzyskach obiekt został przekształcony w krytą pływalnię.